# Путівник в науку розумної людини
«Путівни́к в нау́ку розу́мної люди́ни» (англ. The Intelligent Man's Guide to Science) — науково-популярна книга американського професора біохімії Айзека Азімова присвячена історії розвитку та сьогодення природничих наук. Вперше видана в 1960 році у двох томах. Один том присвячувався фізичним наукам, інший — біологічним.
Книга швидко стала бестселером. Перевидавалася в нових редакціях:
- 1965 — «Путівник в науку розумної людини» (англ. "The New Intelligent Man's Guide to Science")
- 1969 — видавництво Washington Square Press видало в м'якій палітурці двома томами:
  - «Путівник розумної людини у фізичні науки» (англ. "The Intelligent Man's Guide to the Physical Sciences")
  - «Путівник розумної людини у біологічні науки» (англ. "The Intelligent Man's Guide to the Biological Sciences")
- 1972 — («Путівник Азімова в науку» англ. "Asimov's Guide to Science")
- 1984 — («Новий путівник Азімова в науку» англ. "Asimov's New Guide to Science")

Виходить багатьма мовами дотепер.
У книзі подано розвиток головних проблем і питань науки від часів античності, епохи Відродження і до сучасності (остання редакція 1983 року). Автор намагається бути об'єктивним і хоча б коротко змальовувати всі головні існуючі на час написання теорії та гіпотези. Щодо деяких із них зазначаючи, що сам він іншої думки. Містить розділи присвяченні фізичним наукам та біологічним, а також кілька замальовок прикладної математики в науці.